# Ruben Sevak
Ruben Chilingirian (Sevak) (in armeno Ռուբէն Յովհաննէսի Չիլինկիրեան (Սեւակ)?; Silivri, 15 febbraio 1885 – Çankırı, 26 agosto 1915) è stato un poeta, scrittore e medico armeno.

## Biografia
Nato come Ruben Chilingirian, frequentò le scuole elementari presso la scuola Asqanazian, a Silivri, suo paese di nascita. Tale istituto fungeva da scuola preparatoria per le classi successive degli istituti di Istanbul. Infatti, a Costantinopoli studiò presso il prestigioso Collegio Berberian. Terminati gli studi secondari si trasferì a Losanna, Svizzera per laurearsi in medicina.
Dopo aver completato gli studi in Europa, affrontati anche grazie al contributo di Diran Nariantz, padre del celebre scrittore Hrand Nazariantz, decise nel 1914 di tornare a Costantinopoli. Tale decisione gli costò la vita. L'anno dopo il suo arrivo fu arrestato e vittima del Genocidio Armeno. Arrestato il 24 aprile 1915 fu ucciso nel mese di agosto dello stesso anno.

## Attività letteraria

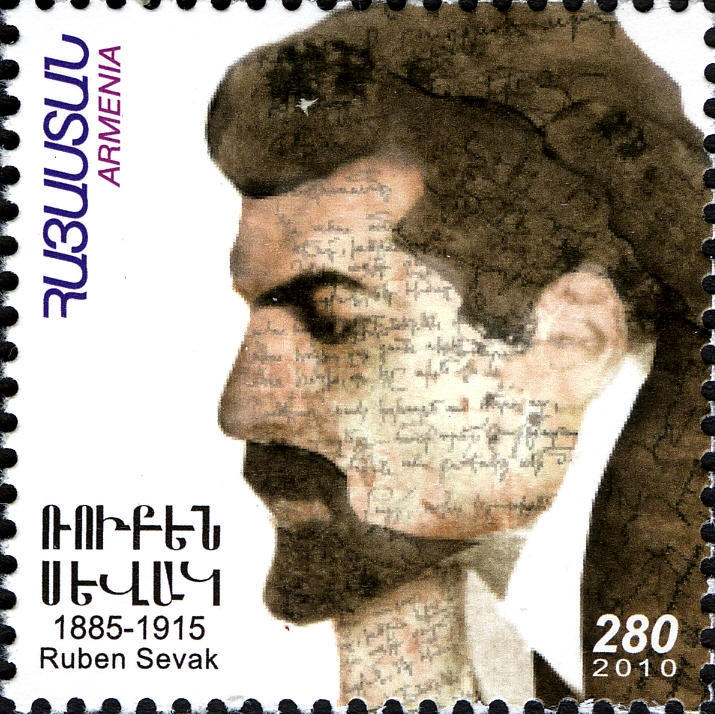
Ruben Sevak su un francobollo armeno

La sua prima opera poetica venne pubblicata nel 1905. Per lo più conosciuto come poeta lirico, compose nello stile tradizionale della poesia d'amore armena. I versi da lui composti emersero in particolare per la loro sensibilità e profondità spirituale. La freschezza e la precisione del linguaggio costituiscono le principali caratteristiche del suo stile. Inoltre, la sua poesia è nota per il metro variabile e la sua ritmica. È inoltre annoverato tra i poeti patriottici, e onorato come eroe armeno. La sua è una poesia che ripropone stilisticamente la storia e l'essenza della letteratura armena occidentale, ma i notevoli tratti di sperimentazione introducono interessanti elementi innovativi.